# 第9軍 (德意志帝國)
第9軍（德語：IX. Armee-Korps）是德意志帝國在普奧戰爭後所成立的三個軍之一（另外兩個是第10軍和第11軍）。該軍團成立於1866年10月，總部設在阿爾托納。後管轄包括新併入的石勒蘇益格-荷爾斯泰因省、梅克倫堡-什未林和梅克倫堡-施特雷利茨以及漢薩城市呂貝克、漢堡和不來梅。